# Elamville
Elamville es una comunidad no incorporada en el condado de Barbour, Alabama, Estados Unidos.

## Historia
Elamville recibió su nombre de una iglesia local, Elam Church, que a su vez recibió el nombre del antiguo reino de Elam.
A principios y mediados del siglo XX, Elamville era conocido por su "Viejo roble" en el centro de la ciudad, donde los ancianos de la comunidad jugaban dominó en la mesa de pícnic de concreto proporcionada por el estado.